# 南非语言
| 南非各语言（2011） | 南非各语言（2011） | 南非各语言（2011） | 南非各语言（2011） | 南非各语言（2011） |
| ------------------ | ------------------ | ------------------ | ------------------ | ------------------ |
| 语言南非语言       | 语言南非语言       |                    | 百分比             | 百分比             |
| 祖鲁语             | 祖鲁语             |                    | 22.7%              | 22.7%              |
| 科萨语             | 科萨语             |                    | 16%                | 16%                |
| 南非语             | 南非语             |                    | 13.5%              | 13.5%              |
| 南非英语           | 南非英语           |                    | 9.6%               | 9.6%               |
| 北索托语           | 北索托语           |                    | 9.1%               | 9.1%               |
| 茨瓦纳语           | 茨瓦纳语           |                    | 8%                 | 8%                 |
| 南索托语           | 南索托语           |                    | 7.6%               | 7.6%               |
| 聪加语             | 聪加语             |                    | 4.5%               | 4.5%               |
| 斯威士语           | 斯威士语           |                    | 2.5%               | 2.5%               |
| 文达语             | 文达语             |                    | 2.4%               | 2.4%               |
| 南恩德贝莱语       | 南恩德贝莱语       |                    | 2.1%               | 2.1%               |
| 南非手语           | 南非手语           |                    | 0.5%               | 0.5%               |

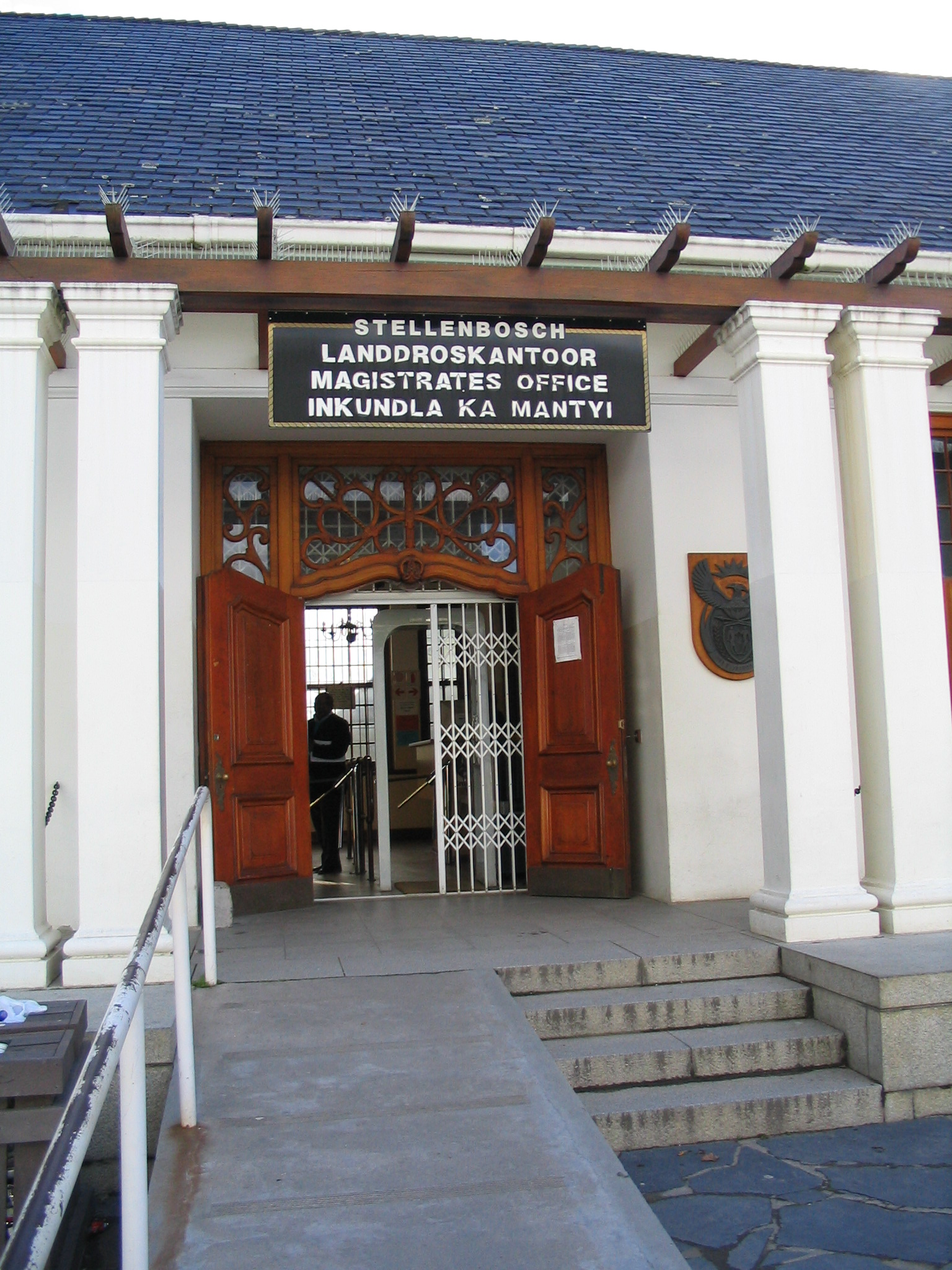
开普敦 Stellenbosch 注有南非文、英文和科萨文三种文字的政府机构标牌。标牌翻译：斯泰倫博斯裁判官办公室

南非至少有35种语言，其中12种为官方语言。12种官方语言分别是：南非语、南非手语、英语、南恩德贝莱语、北索托语、南索托语、斯威士语、聪加语、茨瓦纳语、文达语、科萨语以及祖鲁语。少于2%的南非人以上述语言以外语言的为母语。
大多数南非人都能讲两种及以上的语言。1910年到1925年间，荷兰语和英语曾是南非的第一官方语言。1925年，南非语被认为是荷兰语的一种，但是在不断演化中，南非语迅速代替了荷兰语，而后者渐渐变得无人使用。当南非在1961年成为一个独立的共和国时，南非官方认为荷兰语应该被考虑包含在南非语内，然而这种考虑还是在1984年之后失去了官方的承认，荷兰语不再被认为与南非语有任何关联。所以，在1984到1994年间，南非仅有英语和南非语两种官方语言。
北索托语依照各政府部门和官方机构中有不同的叫法。 南恩德贝莱语在南非被简称为恩德贝莱语，因为大多数讲北恩德贝莱语的人住在津巴布韦。
自1994年上台以来，执政党非洲人国民大会一直提倡使用英语作为政府的主要行政语言；而在商业贸易中，南非荷兰语和英语一样常用。这两种语言是在南非最普遍被使用的语言。
在语言分类方面，南非的官方语言包括两种西日耳曼语言（英语和南非语）和九种南班图语言。九种南班图语言中，四种是恩古尼语支的语言（祖鲁语，科萨语，斯威士语，以及南恩德贝莱语），三种是索托-茨瓦纳语支的语言（南索托语，北索托语，以及茨瓦纳语）。聪加语属于茨瓦纳-龙加语言。
南非手语在整个南非都通行，但有时也使用手工编码语言。

## 语言的人口统计
| 南非语 英语 北索托语 南索托语 南恩德贝莱语 斯威士语 |  | 聪加语 茨瓦纳语 文达语 科萨语 祖鲁语 无主导语言 |

| 0–20% 20–40% 40–60% |  | 60–80% 80–100% |

| <1 /km² 1–3 /km² 3–10 /km² 10–30 /km² 30–100 /km² |  | 100–300 /km² 300–1000 /km² 1000–3000 /km² >3000 /km² |

| 0–20% 20–40% 40–60% |  | 60–80% 80–100% |

| <1 /km² 1–3 /km² 3–10 /km² 10–30 /km² 30–100 /km² |  | 100–300 /km² 300–1000 /km² 1000–3000 /km² >3000 /km² |

| 0–20% 20–40% 40–60% |  | 60–80% 80–100% |

| <1 /km² 1–3 /km² 3–10 /km² 10–30 /km² 30–100 /km² |  | 100–300 /km² 300–1000 /km² 1000–3000 /km² >3000 /km² |

祖鲁语是南非最多人使用的语言（22.7%），接下来是科萨语（16%）和南非语（14%））。在南非，英语的使用人口虽然仅占总人口的9.6%，但它的泛用性却远超其它语言，包括大多数城市、政府机构以及媒体，都使用英语。

在南非占主导地位的语言分布。

大多数南非人都会讲两支班图语言中的一种：索托-茨瓦纳语支的南索托语，北索托语或茨瓦纳语，或恩古尼语支的祖鲁语，科萨语，斯威士语或南恩德贝莱语。而懂得这些语言中一种的南非人常常也能大体理解同语支内另外一种语言。
这九种南非本土语言在地理上可被分为两大区块，恩古尼语支的语言主导了南非靠印度洋一侧的人口，而索托-茨瓦纳语支的语言则占据了南非北部和中部的人口，并且随着各国间的人口流动散布到博茨瓦纳和莱索托。豪登省是南非语言多元化程度最高的省，讲不同语系、语支语言的人数大致持平，因此一些城市俚语开始在市镇间传播，例如“南非混合语”（将多种南非语言混杂起来的语言）。
南非语，源自荷兰语，在南非的西半部分是最为广泛分布的语言（西开普省和北开普省）。有大约61%的白人和76%的有色人种以南非语为母语。南非语在中部和北部的黑人农民间也被作为第二语言（或第三甚至第四语言）广泛使用。
2011人口普查中记录的母语者分布：
| 语言名称     | 语言名称           | 母语者     | 母语者 |
| 中文         | 以本语言表述的名称 | 计         | 人口   |
| ------------ | ------------------ | ---------- | ------ |
| 祖鲁语       | isiZulu            | 11,587,374 | 22.7%  |
| 科萨语       | isiXhosa           | 8,154,258  | 16.0%  |
| 南非语       | Afrikaans          | 6,855,082  | 13.5%  |
| 英语         | English            | 4,892,623  | 9.6%   |
| 北索托语     | Sesotho sa Leboa   | 4,618,576  | 9.1%   |
| 茨瓦纳语     | Setswana           | 4,067,248  | 8.0%   |
| 南索托语     | Sesotho            | 3,849,563  | 7.6%   |
| 聪加语       | Xitsonga           | 2,277,148  | 4.5%   |
| 斯威士语     | siSwati            | 1,297,046  | 2.5%   |
| 文达语       | Tshivenḓa          | 1,209,388  | 2.4%   |
| 南恩德贝莱语 | isiNdebele         | 1,090,223  | 2.1%   |
| 南非手语     |                    | 234,655    | 0.5%   |
| 其它语言     |                    | 828,258    | 1.6%   |
| 总计         | 总计               | 50,961,443 | 100.0% |

| 语言         | 2011   | 2001年 | 改变值(pp) |
| ------------ | ------ | ------ | ---------- |
| 祖鲁语       | 22.7%  | 23.8%  | -1.1       |
| 科萨语       | 16.0%  | 17.6%  | -1.6       |
| 南非语       | 13.5%  | 13.3%  | +0.2       |
| 英语         | 9.6%   | 8.2%   | +1.4       |
| 北索托语     | 9.1%   | 9.4%   | -0.3       |
| 茨瓦纳语     | 8.0%   | 8.2%   | -0.2       |
| 南索托语     | 7.6%   | 7.9%   | -0.3       |
| 聪加语       | 4.5%   | 4.4%   | +0.1       |
| 斯威士语     | 2.5%   | 2.7%   | -0.2       |
| 文达语       | 2.4%   | 2.3%   | +0.1       |
| 南恩德贝莱语 | 2.1%   | 1.6%   | +0.5       |
| 南非手语     | 0.5%   |        |            |
| 其它语言     | 1.6%   | 0.5%   | +1.1       |
| 总计         | 100.0% | 100.0% |            |

### 其它语言
虽然宪法中未加提及，但仍有其它语言在南非被广泛使用，例如凡那伽罗（一种以祖鲁语为基础，掺杂了英语和一点南非语的语言），罗必都（一种北索托语的方言），北恩德贝莱语，以及普地（一种在莱索托南部被广泛使用的语言）。
大量从欧洲、非洲其它地方以及印度次大陆来的移民使得南非的语言更加多样化。在老的移民社区被使用的语言有：希腊语，古吉拉特语，印地语，葡萄牙语，坦米爾語，泰卢固语，乌尔都语，意第绪语，意大利语，以及少数荷兰语、法语和德语的使用者。
这些非官方语言在其盛行的地方以一种半官方的形式被使用着，并且在特定的社区中承载着重要的功能，因为这些社区的特性已经与其语言和文化特性紧密相连。
非官方语言中增长最快的是葡萄牙语——最初通过从葡萄牙独立的安哥拉和莫桑比克的黑人和白人、殖民者和难民，如今则是来自上述国家的移民。法语的使用人数也在增长，大部分都是来自中非的移民和难民。
如今讲北非、中非以及西非语言的人都陆陆续续来到南非，他们大多聚集在例如约翰内斯堡和比勒陀利亚之类的大城市，在开普敦和德班也有分布。

## 宪法规定
第1章（基础条款）第6节（语言）是南非政府语言政策的基础。
由纳尔逊·曼德拉总统在1996年12月16日签署的宪法英文版本中，各个语言均由它们各自的书写方式表达。例如，“Sesotho”指“Southern Sotho”，“isiNdebele”指“Southern Ndebele”。当然对此也有争议，例如北索托语是用“Sepedi”，一种北索托语最大方言的名称来表达的，而不是使用更为广泛的“Sesotho sa Leboa”，而后者曾被写入1993年临时宪法。另外，文达文的书写方式也有错误，文本中使用了“Tshivenda”而不是正确的“Tshivenḓa”。
而且，宪法仅提及了“手语”，并未特别指明“南非手语”。

《南非共和国宪法》第一条第六节英文版：
Languages
6.
(1)
The official languages of the Republic are Sepedi, Sesotho, Setswana, siSwati, Tshivenda, Xitsonga, Afrikaans, English, isiNdebele, isiXhosa and isiZulu.

(2)
Recognising the historically diminished use and status of the indigenous languages of our people, the state must take practical and positive measures to elevate the status and advance the use of these languages.
(3)
(a)
The national government and provincial governments may use any particular official languages for the purposes of government, taking into account usage, practicality, expense, regional circumstances and the balance of the needs and preferences of the population as a whole or in the province concerned; but the national government and each provincial government must use at least two official languages.
(b)
Municipalities must take into account the language usage and preferences of their residents.
(4)
The national government and provincial governments, by legislative and other measures, must regulate and monitor their use of official languages. Without detracting from the provisions of subsection (2), all official languages must enjoy parity of esteem and must be treated equitably.
(5)
A Pan South African Language Board established by national legislation must ―
(a)
promote, and create conditions for, the development and use of ―
(i)
all official languages;
(ii)
the Khoi, Nama and San languages; and
(iii)
sign language; and
(b)
promote and ensure respect for ―
(i)
all languages commonly used by communities in South Africa, including German, Greek, Gujarati, Hindi, Portuguese, Tamil, Telegu and Urdu; and
(ii)
Arabic, Hebrew, Sanskrit and other languages used for religious purposes in South Africa.